# Pride 32
Pride 32: The Real Deal foi um evento de artes marciais mistas promovido pelo Pride Fighting Championships, ocorrido em 21 de outubro de 2006 no Thomas & Mack Center em Paradise, Nevada.

## Background
Esse foi o primeiro evento do Pride a acontecer fora do Japão. Desde que o evento aconteceu em Nevada, Pride teve que modificar as regras para seguir a versão de Nevada das Regras Unificadas das Artes Marciais Mistas para esse evento. Pride seguiu maior parte das regras de MMA de Nevada, porém, eles proibiram as cotoveladas na cabeça. As lutas foram de três rounds de cinco minutos cada, e se uma luta fosse para a decisão dos juízes, seria julgada pelo sistema de 10-pontos de Nevada pelos jurados da Comissão Atlética do Estado de Nevada (NSAC), que era diferente do critério de julgamento do Pride de julgar a luta por um todo.
Marvin Eastman era esperado para enfrentar Kazuhiro Nakamura, mas uma disputa contratual com o World Fighting Alliance impediu Eastman de lutar. Eastman foi substituído por Travis Galbraith.
Mark Hunt era originalmente esperado para enfrentar Eric Esch em uma luta de MMA. Mas a NSAC não permitiu Hunt de lutar com Esch argumentando que as vitórias de Hunt sobre Wanderlei Silva e Mirko Filipovic lhe deram uma vantagem injusta. Pride havia dito que um "problema nos vistos" impediram Hunt de lutar, mas foi depois confirmado que Hunt não poderia lutar devido à uma decisão da NSAC. Hunt foi substituído por Sean O'Haire.
Wanderlei Silva era esperado para lutar nesse evento, mas foi barrado pela NSAC, já que havia sido nocauteado no mês anterior.
Mirko Filipović também lutaria nesse evento, já que foi visto em um poster promocional do Pride 32. Porém, ele foi incapaz de lutar porque lesionou seu pé na luta anterior no evento anterior do Pride.
A luta entre Phil Baroni e Yosuke Nishijima foi declarada vitória por finalização, porém Nishijima não bateu. O árbitro encarregado interrompeu a luta para proteger Nishijima de uma lesão. A luta foi então declarada finalização técnica.
Após o evento, Vitor Belfort e Paweł Nastula testaram positivo para substâncias proibidas; Nastula para nandrolona e Belfort por 4- hidroxitestosterona. Kevin Randleman também forneceu uma amostra de urina duvidosa, do qual foi declarado "Ou era supostamente urina não-humana ou urina de um humano morto," pela NSAC.
O preço do pay-per-view foi de $39.95. Ingressos vendidos de $50 até $700.

## Pagamentos anunciados
- Fedor Emelianenko: $300,000
- Mark Coleman: $70,000
- Josh Barnett: $60,000
- Dan Henderson: $150,000
- Kevin Randleman: $40,000
- Vitor Belfort: $130,000
- Eric "Butterbean" Esch: $30,000
- Mauricio "Shogun" Rua: $65,000
- Pawel Nastula: $20,000
- Phil Baroni: $15,000
- Yosuke Nishijima: $15,000
- Sean O'Haire: $15,000
- Kazuhiro Nakamura: $10,000
- Robbie Lawler: $10,000
- Joey Villasenor: $3,000
- Travis Galbraith: $2,000

Total dos Pagamentos Anunciados: $935,000